# SN 2010hw
SN 2010hw – supernowa typu II odkryta 12 września 2010 roku w galaktyce UGC 10685. W momencie odkrycia miała maksymalną jasność 19,10m.